# Rolf Kemler
Rolf Kemler (* 13. Februar 1945 in Burghaun) ist ein deutscher Entwicklungsbiologe und ehemaliger Direktor des Max-Planck-Instituts für Immunbiologie in Freiburg im Breisgau.

## Leben und Wirken
Rolf Kemler studierte Tiermedizin an der Justus-Liebig-Universität und promovierte 1973. Von 1974 bis 1981 war er als Post-Doktorand in Paris am Institut Pasteur bei François Jacob tätig. Von 1981 bis 1987 war Rolf Kemler Leiter einer Nachwuchsgruppe am Friedrich-Miescher-Laboratorium der Max-Planck-Gesellschaft in Tübingen und habilitierte sich 1985 in den Fächern Entwicklungsbiologie und Immunbiologie. Im Anschluss leitete er von 1987 bis 1992 eine Arbeitsgruppe am Max-Planck-Institut für Immunbiologie und Epigenetik in Freiburg im Breisgau, wo er 1992 zum Direktor der Abteilung für Molekulare Embryologie ernannt wurde und diese bis zu seiner Emeritierung im Jahre 2013 leitete. Rolf Kemler leitet seit 2013 das Emeritus Laboratory am Max-Planck-Institut für Immunbiologie und Epigenetik.
Rolf Kemler studiert seit den frühen 80er Jahren embryonale Stammzellen. Er etablierte als erster in Deutschland embryonale Stammzellkulturen aus Mäusen, um diese erforschen und nutzen zu können. Er leistete wesentliche Beiträge zu den molekularen Mechanismen, welche der Embryonalentwicklung von Säugetieren zugrunde liegen. Hierzu gehört die Identifizierung und funktionelle Charakterisierung von Zelladhäsionsmolekülen aus der Gruppe der Cadherine sowie wichtigen Komponenten zellulärer Signalwege wie dem Wnt-Signalweg.

## Preise und Auszeichnungen (Auswahl)
- 1992 Max-Planck-Forschungspreis
- 1995 Gay-Lussac-Humboldt-Preis (Centre de Recherche Scientifique, Grenoble)
- 2020 Canada Gairdner International Award[1]
- Mitglied der EMBO (European Molecular Biology Organization)